# タニア・ロバーツ
タニア・ロバーツ（Tanya Roberts, 本名：Victoria Leigh Blum, 1949年10月15日 - 2021年1月4日）は、アメリカ合衆国の女優。

## 略歴
ニューヨーク・ブロンクスで、アイルランド系アメリカ人の父とユダヤ系アメリカ人の母との間に生まれる。しかし、貧しさにより両親は後に離婚し、自らも高校を中退する。
15歳で結婚し、アメリカ中をヒッチハイクで旅行する生活を送るが、相手側の母親の訴えにより婚姻の無効となる。同時に15歳で芸能界デビュー。その後は、ニューヨークでモデルやアーサー・マレーの下でダンスのインストラクターを務めるなどし、アクターズ・スタジオでリー・ストラスバーグなどから演技を学び、オフ・ブロードウェイやCMなどに出演。1975年、『ラスト・レイプ』で映画デビュー。
アーロン・スペリング総指揮のテレビシリーズ『ベガスII 私立探偵ダン・タナー』ゲスト出演で注目され、テレビシリーズ『地上最強の美女たち! チャーリーズ・エンジェル』の最終シーズン（1980年 - 1981年）でエンジェルの1人（ジュリー・ロジャース役）に抜擢。以後は美しくセクシーな容姿を生かした役柄を演じる事が多くなった。
1984年、ジョン・ギラーミン監督の『シーナ』に主演。この作品は、女版ターザンとして人気のあったアメリカの人気コミックを映画化したもので、「事故で両親を失い、アフリカの奥地にひとり残された白人の少女が、原住民の女祈祷師に育てられ美しく成長し、ジャングルの王女として悪と闘う」という内容。
1985年には、『007 美しき獲物たち』でボンドガール・ステイシー役に抜擢される。演じるにあたり、黒髪を金髪に染めた。この作品は、世界中で1億5240万ドルの興行収入をあげる大ヒット作となった。アメリカにおいても5030万ドルで1985年の全米第10位の興行収入をあげた。1985年の映画の世界興行成績で第5位、日本でも1985年度の外国映画の配給収入で第5位と大ヒットしたが、タニアはあまり印象に残らないと評された。
1988年、アミ・アルツィ監督の女囚サスペンス『タニア・ロバーツのプリズン・ベイビー』では、綺麗に割れた腹筋と均整の取れた見事な肢体を披露した。
1990年、ジャグ・マンダーラ監督のサスペンス、『ナイトアイズ 危険な肉体』では、セクシーな人妻役を好演。
1991年、フレッド・オーレン・レイ監督のエロティック・スリラー『スキャンダラスな女 愛と欲望の私生活』では、夫への妄想に悩まされる人妻に扮している。
2020年12月24日、犬の散歩から帰宅後、自宅で倒れロサンゼルス市内のシダーズ＝シナイ医療センターに入院。その後、2021年1月3日に複数のアメリカメディアがロバーツのパートナーの話を基に同日中に死亡したと報道したが、翌4日に広報担当者が死亡報道をいったんは覆し、実際は生存しているものの重篤な状態であるとされた。その後、パートナーが病院から正式にロバーツが尿路感染症のため4日夜に死去したと連絡を受けたことが広報担当者より発表された。71歳没。

## 親族
私生活では、1974年に脚本家のバリー・ロバーツと再婚。2006年、夫バリーと死別。

## 主な出演作品

### 映画
| 公開年 | 邦題 原題                                                         | 役名                                  | 備考       | Refs                      |
| ------ | ----------------------------------------------------------------- | ------------------------------------- | ---------- | ------------------------- |
| 1975   | ラスト・レイプ Forced Entry                                       | ナンシー・ウルマン                    |            | [ 8 ] [ 9 ] [ 10 ] [ 11 ] |
| 1976   | The Yum Yum Girls                                                 | April                                 |            | [ 10 ]                    |
| 1977   | The Private Files of J. Edgar Hoover                              | Stewardess                            |            | [ 10 ]                    |
| 1978   | マッド・フィンガーズ Fingers                                      | ジュリー                              |            | [ 10 ]                    |
| 1979   | デビルズ・ゾーン Tourists Trap                                    | ベッキー                              |            | [ 12 ] [ 13 ]             |
| 1979   | カリフォルニア・ドリーミング California Dreaming                  | ステファニー                          |            | [ 10 ]                    |
| 1979   | ビバリーヒルズLOVEゲーム/テニスコーチはタマさばきがお上手 Racquet | バンビ                                |            | [ 9 ] [ 10 ]              |
| 1980   | 砂糖きび畑殺人事件 Waikiki                                        | キャロル                              | テレビ映画 |                           |
| 1982   | ミラクルマスター/7つの大冒険 The Beastmaster                      | キリ                                  |            | [ 8 ]                     |
| 1983   | 私立探偵マイク・ハマー1/殺しの陰謀 Murder Me, Murder You          | ヴェルダ                              | テレビ映画 |                           |
| 1983   | ハーツ・アンド・アーマー I Paladini: Storia d'armi e d'amori      | アンジェリカ                          |            | [ 14 ] [ 13 ]             |
| 1984   | シーナ Sheena: Queen of the Jungle                                | シーナ クイーン・オブ・ザ・ジャングル |            | [ 8 ]                     |
| 1985   | 007 美しき獲物たち A View to A Kill                               | ステイシー・サットン                  |            | [ 8 ]                     |
| 1986   | 恋のボディ・スラム Body Slam                                      | Candace Vandervagen                   |            | [ 9 ] [ 10 ] [ 13 ]       |
| 1988   | タニア・ロバーツのプリズン・ベイビー Purgatory                    | カーリー・アーノルド                  |            | [ 10 ] [ 13 ]             |
| 1990   | 爆走コップ・タッカー Twisted Justice                              | 秘書                                  |            | [ 10 ] [ 13 ]             |
| 1990   | ナイトアイズ 危険な肉体 Night Eyes                                | ニッキー・ウォーカー                  |            | [ 9 ] [ 10 ] [ 13 ]       |
| 1991   | レディースゲーム/愛と欲望のダイ・ハード Legal Tender              | リッキー・レニック                    |            | [ 10 ] [ 13 ]             |
| 1991   | スキャンダラスな女/愛と欲望の私生活 Inner Sanctum                 | リン・フォスター                      |            | [ 10 ] [ 13 ]             |
| 1992   | タニア・ロバーツの僕のワイフはレンタル中 Almost Pregnant          | リンダ                                | ビデオ映画 | [ 10 ] [ 15 ]             |
| 1993   | Sins of Desire                                                    | Kay Egan                              |            | [ 8 ] [ 10 ]              |
| 1994   | Deep Down                                                         | Charlotte                             |            | [ 13 ]                    |
| 1995   | Favorite Deadly Sins                                              | Tanya Roberts                         | カメオ出演 | [ 16 ]                    |
| 1996   | The Pandora Directive                                             | Regan Madsen                          | Video game | [ 10 ]                    |

### テレビシリーズ
| 放映年    | 邦題 原題                                                     | 役名                         | 備考         |
| --------- | ------------------------------------------------------------- | ---------------------------- | ------------ |
| 1980      | ベガスII 私立探偵ダン・タナー VEGA$                           | ブリット・ブラックウェル巡査 | 2エピソード  |
| 1980-1981 | 地上最強の美女たち! チャーリーズ・エンジェル Charlie's Angels | ジュリー・ロジャース         | 16エピソード |
| 1994-1996 | Hot Line                                                      | レベッカ                     | 13エピソード |
| 1998-2004 | ザット'70sショー That '70s Show                               | ミッジ・ピンチオッティ       | 75エピソード |